# گیش هندی
گیش هندی، بدن دراز و تا حدی فشرده، باله پشتی اول دارای ۸ شعاع سخت، دومین باله پشتی دارای یک شعاع سخت و ۲۸ تا ۳۰ شعاع نرم و باله مخرجی دارای یک شعاع سخت و ۲۵ تا ۲۷ شعاع نرم می‌باشد. دندان‌های استخوان تیغه‌ای به صورت دو توده داخلی بوده و آنهایی که بر روی زبان روییده‌اند دارای تعداد کم می‌باشند. بخش پایینی اولین کمان آبششی دارای ۳۰ تا ۳۹ شعاع سخت است. رنگ بدن در پشت آبی مایل به سبز و بر روی سرپوش آبششی دارای یک لکه تیره‌است. بیشتر در آب‌های ساحلی دیده می‌شود و به صورت گله‌ای تا اعماق کمتر از ۱۰۰ متر زیست می‌کند. دراولین سال به بلوغ جنسی می‌رسد و تغذیه آنها از بی مهرگان و پلانکتون‌های جانوری می‌باشد.
محل اصلی زندگی آنها از ساحل شرقی آفریقا، دریای قرمز و خلیج فارس تا ژاپن، فیلیپین و استرالیا می‌باشد.